# Jorgos Kirtsos
Jorgos Kirtsos, gr. Γιώργος Κύρτσος (ur. 4 czerwca 1952 w Atenach) – grecki dziennikarz prasowy, wydawca i polityk, poseł do Parlamentu Europejskiego VIII i IX kadencji.

## Życiorys
Po ukończeniu szkoły średniej studiował w Sloan School of Management w ramach bostońskiego Massachusetts Institute of Technology. Następnie kształcił się w London School of Economics, gdzie doktoryzował się w 1980. Od początku lat 80. związany z dziennikarstwem, od 1984 pracował w „Elefteris Tipos”. Pełnił funkcję redaktora tej gazety (1997–2002) i jej niedzielnego wydania (1988–2002). Po odejściu z redakcji zaczął w 2003 wydawać bezpłatną gazetę „City Press”, a w 2008 również „Free Sunday”. Był również regularnym komentatorem w programach telewizyjnych.
W trakcie pobytu w Londynie wstąpił do Komunistycznej Partii Grecji, z której wkrótce wystąpił. W latach 1991–1993 był doradcą prasowym premiera Konstandinosa Mitsotakisa. W 2012 kandydował z ramienia prawicowego Ludowego Zgromadzenia Prawosławnego do greckiego parlamentu. W wyborach w 2014 z listy Nowej Demokracji uzyskał mandat eurodeputowanego VIII kadencji. W 2019 z powodzeniem ubiegał się o reelekcję. W 2022 za krytykę rządu został wykluczony z Nowej Demokracji.